# Maëva Contion
Maëva Contion (née le 31 mai 1992 à Creil) est une athlète française, spécialiste du 400 mètres haies.

## Biographie
Championne de France junior en 2010 et 2011, elle remporte la médaille de bronze des championnats d'Europe juniors 2011 où elle porte son record personnel à 58 s 03. Elle est championne de France espoir en 2012 et 2014.
En 2015, à Villeneuve-d'Ascq, elle remporte les championnats de France élite en 56 s 03, nouveau record personnel. Elle réalise les minimas pour les Championnats d'Europe d'Amsterdam le 18 juin 2016 en 56 s 66. Elle est éliminée au premier tour, terminant 19e (29e au total) en 58 s 31.
Elle vise désormais les Jeux olympiques de 2020.

## Palmarès

### International
| Date | Compétition                   | Lieu      | Résultat | Épreuve     | Temps         |
| ---- | ----------------------------- | --------- | -------- | ----------- | ------------- |
| 2011 | Championnats d'Europe juniors | Tallinn   | 3e       | 400 m haies | 58 s 03       |
| 2016 | DécaNation                    | Marseille | 5e       | 400 m haies | 1 min 2 s 06  |
| 2016 | DécaNation                    | Marseille | 4e       | 4 × 400 m   | 3 min 33 s 48 |
| 2017 | Jeux de la Francophonie       | Abidjan   | 1re      | 400 m haies | 57 s 38       |

### National
- Championnats de France d'athlétisme :
  - vainqueur du 400 m haies en 2015 et 2017; 2e en 2014

## Records
| Épreuve     | Performance | Lieu              | Date            |
| ----------- | ----------- | ----------------- | --------------- |
| 400 m haies | 56 s 03     | Villeneuve-d'Ascq | 12 juillet 2015 |